# Mutilados
Severance (bra/prt: Mutilados) é um filme teuto-britânico de 2006, dos gêneros comédia, terror e suspense, dirigido por Christopher Smith.